# مرکز سلامت گریس تورنتو
مرکز سلامت گریس تورنتو (انگلیسی: Toronto Grace Health Centre) یک بیمارستان ۱۵۰ تخت‌خوابی در تورنتو و متعلق به شعبهٔ کانادایی سپاه رستگاری است که به طور تخصصی به مراقبت تسکینی، توان‌بخشی و مراقبت‌های پیچیده مداوم می پردازد.
این بیمارستانِ ۶ طبقه، در تقاطع خیابان چرچ و خیابان بلور در هسته شهر تورنتو واقع است و تا دههٔ ۱۹۷۰ یک مرکز زایمان بود. در سال ۲۰۰۲ این بیمارستان مورد چندین بازسازی واقع شد تا از هدر رفتن انرژی پیشگیری شود. به سبب هزینه‌های سنگین این بیمارستان، قرار بود که این این مرکز در فوریهٔ ۲۰۱۰ تعطیل شود، اما با توافقی که با دولت انتاریو به عمل آمد، سپاه رستگاری کانادا تصمیم گرفت آنرا همچنان باز و فعال نگه دارد.
سپاه رستگاری یک شعبهٔ دیگر از این بیمارستان را در منطقهٔ اِسکاربرو در سال ۱۹۸۵ افتتاح کرد که البته در سال ۲۰۰۸ آنرا به طور کامل به شبکه سلامت اسکاربرو واگذار کرد و امروزه به نام بیمارستان برچمانت خوانده می شود.